# Pwyll (cratère)
Pour l’article homonyme, voir Pwyll.
Pwyll est un cratère d'impact situé sur Europe, l'un des satellites naturels de la planète Jupiter. Comme pour la plupart des cratères situés à la surface de ce satellite, il tient son nom d'un personnage de la mythologie celtique, en l'occurrence Pwyll.
La région centrale du cratère, sombre et nettement visible sur les images, mesure environ 26 kilomètres de diamètre, tandis que les régions blanches et très brillantes représentent les zones vers lesquelles la matière a été éjectée lors de l'impact, ces zones s'étendant sur près de 1 000 kilomètres autour du cratère. Les éjectas blancs recouvrent visiblement l'ensemble des formations géologiques qui entourent le cratère, ce qui montre que celui-ci est de formation plus récente que les régions avoisinantes.
La brillante couleur blanche des éjectas suggère qu'ils sont composés de particules de glace d'eau relativement pure. En revanche, la zone sombre et rougeâtre à l'intérieur même du cratère montre qu'il s'agit d'une glace contaminée par des impuretés, provenant probablement des couches internes d'Europe.
Le pic central de Pwyll s'élève à environ 600 mètres de hauteur, nettement plus haut que les 300 mètres en moyenne des rebords du cratère, ce qui est assez inhabituel. Une autre particularité de Pwyll réside dans le fait que le fond du cratère se trouve à peu près à la même altitude que les zones environnantes, ce qui suggère que l'impact a perforé la fine couche de glace qui recouvre la surface d'Europe, le cratère se remplissant ensuite avec l'eau liquide ou la glace molle qui remonte des couches inférieures, puis gèle sur place.

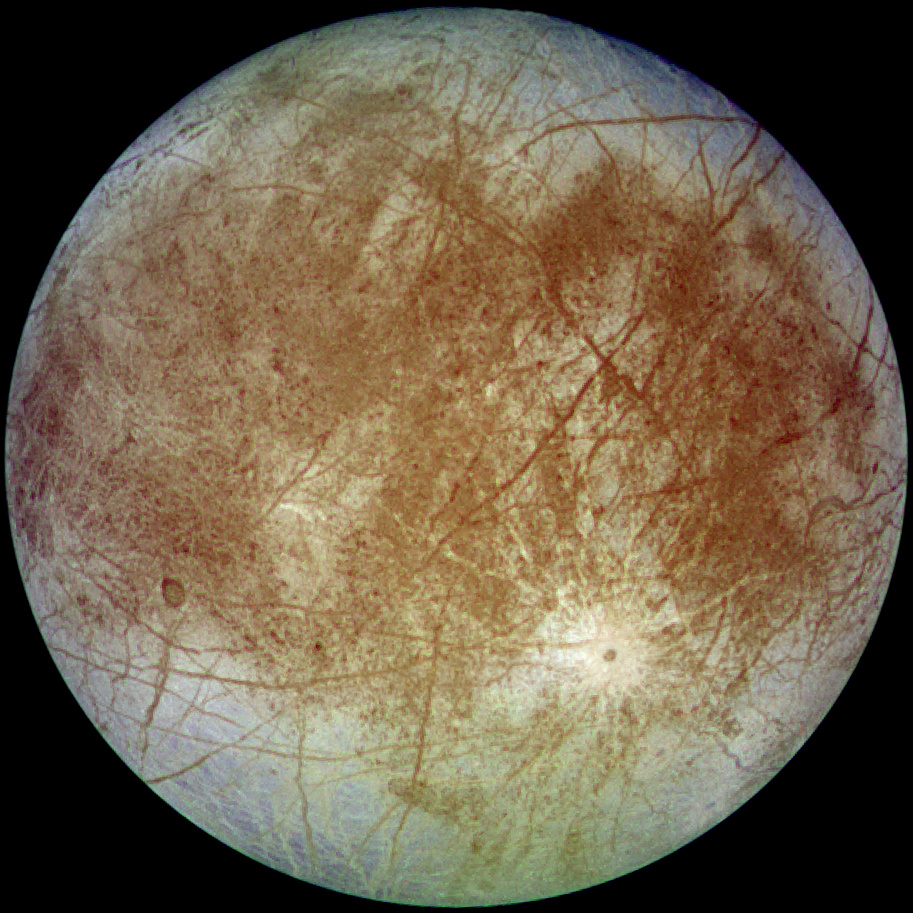
Pwill est nettement visible en bas à droite sur cette vue d'Europe par la sonde Galileo fin 1997.